# Hombre Negativo
Hombre Negativo (Larry Trainor) es un superhéroe ficticio de DC Comics. El personaje fue creado por Bob Haney, Arnold Drake y Bruno Premiani e hizo su primera aparición en My Greatest Adventure # 80 (junio de 1963).
Hombre Negativo ha aparecido en numerosos programas de televisión y películas de dibujos animados. Hizo su primera aparición de acción real como estrella invitada en la serie DC Universe, Titanes, interpretado por Dwain Murphy y con la voz de Matt Bomer. Él es un miembro del reparto principal en el spin-off de la serie, Doom Patrol, con Matthew Zuk asumiendo el papel de Murphy. Zuk retrata la forma física de Hombre Negativo, mientras que Bomer presta su voz al personaje y retrata a Larry Trainor en flashbacks y su cuerpo quemado.

## Biografía ficticia del personaje

### Larry Trainor
El hombre negativo original, Larry Trainor fue el miembro fundador de la Patrulla Condenada, junto a Elasti-Girl, Robotman, y Chief. Al igual que el resto de la Patrulla Condenada, Trainor ve a sí mismo como una víctima y no un héroe, y su superpotencia como una infección en lugar de una bendición.
Trainor inicia su carrera como superhéroe cuando se expone accidentalmente a un campo radiactivo en la atmósfera mientras pilotaba un avión. Esta experiencia lo hace altamente radioactivo y también le da la extraña capacidad de sobre cargar su cuerpo con energía negativa de ahí deriva su nombre, y más tarde se convierte en un espíritu vengativo con nuevos súper poderes. Se asemeja a una silueta oscura de un ser humano, rodeado por un resplandor luminoso. El ser está bajo el control Trainor y parece a primera vista no tienen mente propia. Desafortunadamente, Trainor es débil e indefenso, mientras que el ser es separado de su cuerpo, sólo puede correr el riesgo de enviarlo adelante durante 60 segundos a la vez sin correr el riesgo de muerte. Después de su accidente, Trainor se parece al hombre invisible, se ve obligado a usar especialmente tratadas vendajes en todo su cuerpo para proteger a los espectadores de su radiactividad.
El como Larry Trainor sobrevivió a la explosión que supuestamente mató a los cuatro miembros principales de la Patrulla Condenada sigue siendo un misterio. Apareció con vida eterna separado de su personalidad radioactiva, pero aún con súper poderes. El espíritu negativo posee un cosmonauta ruso, la coronel Valentina Vostok, que se convierte en Negative Woman. Inicialmente, Vostok podría transformarse en una forma de energía radioactiva, con las mismas capacidades que Trainor. Más tarde, al igual que Trainor, que saldría de ella, dejándola débil físicamente, pero en el control de la misma, y requiere que se lo ponga vendas especiales, como Trainor tenía.
Recientemente, Larry ha mostrado la habilidad de cubrirse en la energía negativa que hay dentro de él, en lugar de liberarlo, obteniendo así los mismos poderes que el espíritu negativo como se muestra. Monólogo interior Larry dice que se trata de hacer sentir una sensación de ardor, sucedió en las páginas de la Doom Patrol Vol.5 #09

### Rebis
El espíritu negativo más tarde se revela como un ser amoral, inteligente y capaz de hablar. Trainor le suplica que le deje en paz, pero la fuerza del ente negativo se funde tanto con Trainor, que siendo un hombre blanco, contrastaba con la persona que lo atendía, una mujer médica, la doctora Eleanor Poole, una mujer de raza negra. Juntos, formaron tres entidades llamadas "Rebis", un ser divino hermafrodita, que le obligaba de nuevo, a usar vendas especiales. Rebis tenía todos los recuerdos de las tres entidades, y como tal es un ser compuesto, que utilizaban con frecuencia hablar en tercera persona para hablar de sí mismo. Rebis tiene una gama muy ampliada del uso de sus facultades similares al uso de los poderes que posee Trainor o Vostok; Rebis puede volar, tiene poderes psíquicos, es extraordinariamente inteligente, y, lo más importante, es inmortal. Su único ciclo de vida como Rebis pareció gracias a un evento llamado la Aenigma Regis, el cual despoja su viejo cuerpo y da a luz a una nueva versión de sí mismo; tiene una descripción sobre su existencia que resulta paradójica, Rebis a menudo se compara a sí mismo con las muñecas rusas, así como a un ouroboro.
Rebis deja temporalmente la Doom Patrol para aparearse con ella misma y completar el Aenigma Regis; parte de este proceso consistía en trabajar por medio de trauma significativo y una agitación interna que era causada por la muerte de Trainor y de Poole cuando eran identidades separadas. En algún momento durante esta ausencia, Rebis también tuvo relaciones con Coagula, dándole sus superpoderes. El antiguo cuerpo de Rebis es asesinado por Candlemaker, pero el nuevo cuerpo de Rebis, siendo presumiblemente armonizado volvería pronto para ver a un derrotado Candlemaker.

### La encarnación de Jon Byrne (Post-Crisis)
En 2004, la Doom Patrol fue reinicialiada, precisamente dentro de una historia de las páginas de la JLA y nueva serie de la Doom Patrol sería publicada, escrita e ilustrada por le mismísimo John Byrne. En esta versión de la Doom Patrol, se ignora la continuidad anterior, Trainor una vez más es el Hombre Negativo (aunque su forma de energía negativa ahora tenía la apariencia de un esqueleto negro en lugar de una forma de un ser sombra humanoide). Después de esta serie fue cancelada, la miniserie Crisis Infinita volvió a explicar que esta alteración había sido causada por los intentos de Superboy Prime de escapar del mundo extradimensional conocido como el "limbo" que compartía con Alexander Luthor Jr junto con el Superman de Tierra-2 y su esposa la Lois Lane de dicha antigua Tierra. Cuando la Doom Patrol se une a otros héroes en su lucha contra Superboy Prime, el Hombre Negativo y los otros miembros de la Doom Patrol (entre ellos el exmiembro Chico Bestia) comienzan a recordar sus vidas anteriores; todas las encarnaciones anteriores de la Doom Patrol eran restauradas, pero los detalles exactos de lo que esto significó nunca quedaron claros.

### El Hombre Negativo de Keith Giffen
Larry Trainor una vez más volvía a ser un miembro de la Doom Patrol. La energía negativa podía ahora existir fuera del cuerpo de Trainor por más tiempo de los 60 segundos. Durante los eventos de La noche más oscura, cuando lucha contra la fallecida y Black lantern Valentina Vostok, enfrentándose a su espíritu negativo en su versión corrupta, y al mismo tiempo teniendo convulsiones de dolor después haber absorbido ambas entidades. trata de gestionar para tomar el control de ambos seres negativos, y los envía contra Valentina, para sobrecargarla a ella y así poder destruir su anillo. Sin embargo, cuando se recupera, no puede repetir el mismo ataque contra el Black Lantern Cliff Steele antes del Linterna Celsius ataque a Tempest. Robotman comenta más adelante que la forma combinada de ambas entidades es parcialmente similar a Rebis.
Se revelaría que el cuerpo original de Larry fue destruido con una explosión causada en Codsville y que la parte "negativa" es de hecho, Larry (quedando como resultado que su parte mental, su conciencia y alma estuvieran separadas de su cuerpo humano); cuando se quedó sin poseer un cuerpo físico, Larry se consoló con Valentina Vostok, pero solo de manera temporal, hasta que el Jefe le clonó un nuevo cuerpo. Cuando uno de los cuerpos se deterioró, Larry tomó residencia en un nuevo cuerpo de donantes con muerte cerebral alterado genéticamente. Con la transacción, Larry obtiene los recuerdos y experiencias de cada huésped y la experiencia puede ser enloquecedora para él, por lo que Larry recuerda constantemente que el mismo es Larry Trainor.

## Poderes y habilidades
Larry Trainor se encuentra atado a un ente Radiactivo "suyo-alma" que le permite ser capaz de volar, intangibilidad y puede generar explosiones de menor importancia al contacto con energía positiva, y temporalmente, acceder a la proyección astral. Este ente es un ser de una dimensión conocida como la Dimensión Negativa, para poder vivir no puede separarse de Larry por más de 60 segundos, sin embargo, recientemente adquirió poder superar más de esos 60 segundos. Cuando se fusiona a otro humano, tanto Larry junto al otro recipiente crean a la entidad denominada "Rebis".

## Apariciones en otros medios

### Televisión

#### Animación
- Hombre Negativo aparece en el episodio de dos partes de Los Jóvenes Titanes, "Homecoming", con la voz del Judge Reinhold. Acompañado por los otros miembros de Doom Patrol, tiene una actitud directa y sarcástica similar a la de Raven. Aunque no se menciona un límite de tiempo específico para la "separación del alma", él dice que no debe pasar demasiado tiempo separado de su cuerpo. Hombre Negativo hace justamente eso mientras Doom Patrol ayuda a los Titanes a luchar contra la Hermandad del Mal, y el ser negativo no puede regresar inmediatamente a su cuerpo, dejándolo temporalmente en un estado comatoso.
- Hombre Negativo también apareció en la serie animada Batman: The Brave and the Bold en el episodio titulado "The Last Patrol!", con la voz de David K. Hill. Desde la ruptura del equipo luego de un accidente en Francia, Hombre Negativo ha tenido un trabajo como animador de carnaval, y es ridiculizado por los invitados y el ladrón de carnaval hasta que los ataques de Animal-Vegetable-Mineral Man. Cuando Batman, el Jefe y Elasti-Girl llegan, Batman convence a Hombre Negativo para que se una a la Patrulla Condenada y ayude a defenderse del Animal-Vegetable-Mineral Man. Él y los otros miembros de Doom Patrol sacrifican sus vidas para detener el detonador que el General Zahl coloca en Codsville.
- Hombre Negativo aparece en los segmentos de "Doom Patrol" de DC Nation Shorts, con la voz de Clancy Brown.

#### Acción en vivo
- Hombre Negativo aparece en el episodio "Doom Patrol" de la serie Titanes de DC Universe, interpretado por Dwain Murphy y con la voz de Matt Bomer.[8]
- Hombre Negativo aparece en la serie derivada de los Titans Doom Patrol, interpretado por Matthew Zuk y con la voz de Matt Bomer, quien también interpreta al personaje en flashbacks y su cuerpo quemado como Larry Trainor. Esta versión del personaje es un piloto de carrera de la Fuerza Aérea durante la década de 1960 que está casado y tiene dos hijos, pero que también tiene un romance con su compañero John Bowers. Mientras vuela un avión experimental en la atmósfera de la Tierra, Trainor se expone a energía negativa y se estrella. Sobrevive, pero su cuerpo está muy quemado y es radioactivo, y está habitado por un ser de energía negativa.[9][10][11] Gran parte de la historia del personaje se centra en la aceptación de su homosexualidad en paralelo a la aceptación de sus nuevos poderes. El actor gay Bomer declaró que se sintió atraído por el papel porque crea un "superhéroe masculino gay" sin ser un estereotipo de los hombres gay.[12]

### Cine
- El Hombre Negativo hace un cameo en la película animada de DC Comics Justice League: The New Frontier.